# Mark Gorski
Mark Brian Gorski (ur. 6 stycznia 1960 w Evanston) – amerykański kolarz torowy, mistrz olimpijski.

## Kariera
Największy sukces w karierze Mark Gorski osiągnął w 1984 roku, kiedy zdobył złoty medal w sprincie indywidualnym podczas igrzysk olimpijskich w Los Angeles. W zawodach tych bezpośrednio wyprzedził swego rodaka Nelsona Vailsa oraz Japończyka Tsutomu Sakamoto. Był to jedyny start olimpijski Gorskiego. Trzy lata później wystartował na igrzyskach panamerykańskich w Indianapolis, gdzie w tej samej konkurencji zajął drugie miejsce. Ponadto trzykrotnie zdobywał mistrzostwo Stanów Zjednoczonych w sprincie amatorów, a w 1985 roku zajął trzecie miejsce w Grand Prix Paryża. Nigdy nie zdobył medalu na torowych mistrzostwach świata.